# Brockley
Pour les articles homonymes, voir Brockley (homonymie).
Brockley est un district du Borough londonien de Lewisham dans le sud de Londres, situé à 8 km au sud-est de Charing Cross.

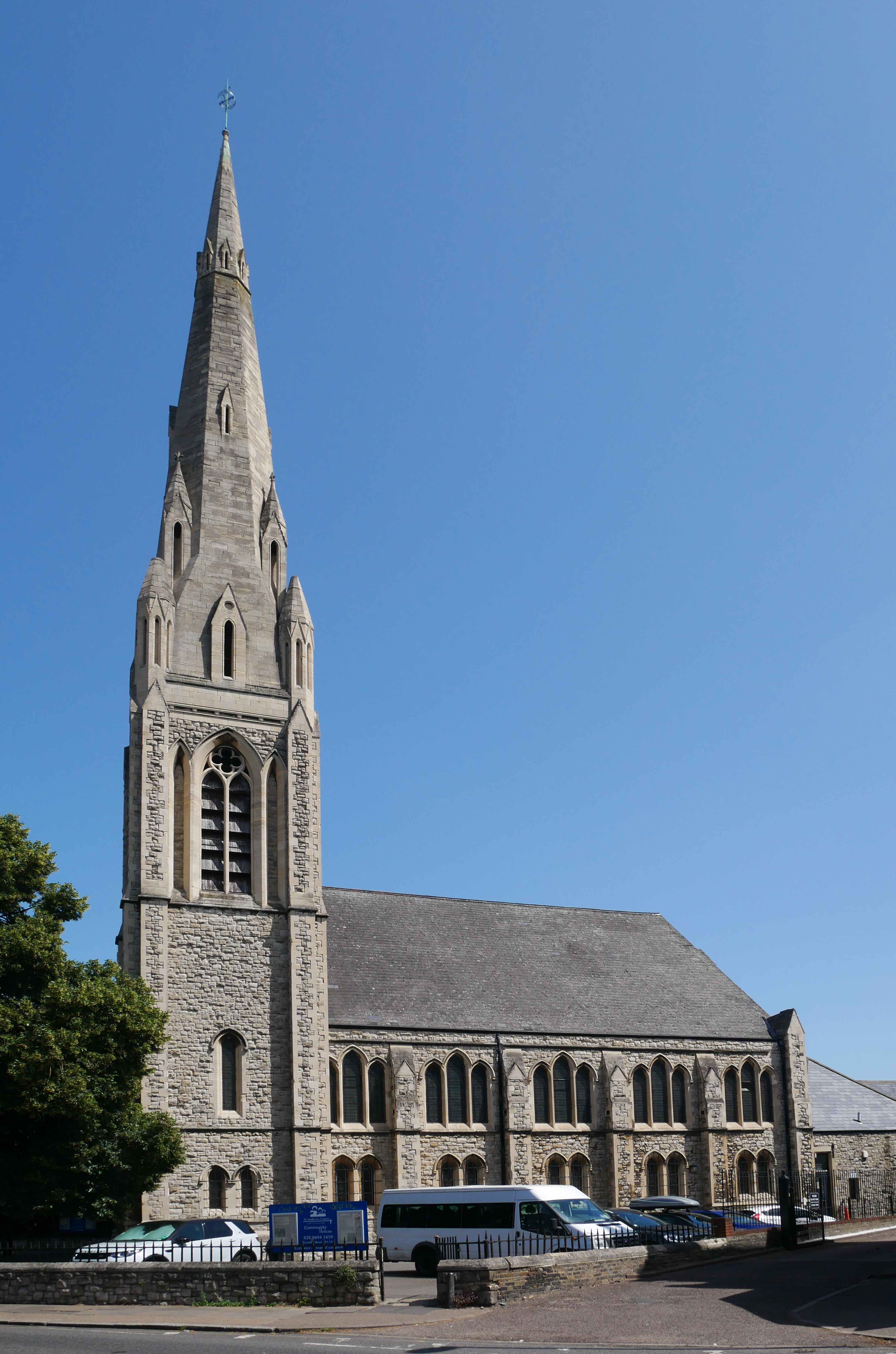
L'église Saint Andrew de Brockley

## Personnalité
- George William Wigner (1842-1884), chimiste, y est mort.